# 藤原一宏
藤原 一宏（ふじわら かずひろ、1964年 - ）は、日本の数学者。
名古屋大学大学院多元数理科学研究科教授。専門は数論幾何学（リジッド解析幾何学、類体論、志村多様体）。

## 来歴
武蔵野市立第五中学校、私立武蔵高等学校を経て、1987年東京大学理学部数学科卒。1989年、同大学院修士課程修了。東大助手を経て、名古屋大学大学院多元数理科学研究科教授。2006年スペインのマドリッドで行われた国際数学者会議では招待講演を行った。

## 業績
- ザリスキ・リーマン空間の再定義によりリジッド解析幾何学と双有理幾何学の統一的視点を与えた。
- 永田の埋め込み定理の別証明。
- 有限体上のスキームのレフシェッツ跡公式に関するドリーニュ予想を解決した。
- 総実体上のフェルマー予想を証明しようと試みたが、失敗に終わった。
- 加藤文元とともにリジッド解析幾何学を新たに基礎付けている。

## 受賞・講演歴
- 1998年 - 日本数学会代数学分科会代数学賞：数論的幾何の研究
- 2006年 - ICM招待講演（マドリード）[1]

## 主要論文
- Theory of tubular neighborhood in étale topology, Duke Mathematical Journal 80 (1995), No 1, p15-p57.
- Rigid geometry, Lefschetz-Verdier trace formula and Deligne's conjecture, Inventiones mathematicae 27 (1997), No 3, p489-p533.

## 21世紀COEプログラムにおける虚偽申請
藤原は、21世紀COEプログラム申請書類の業績欄に研究論文8本を記載したが、このうち3本は申請と異なり数学専門誌に掲載されていなかった。うち一編は記載された掲載誌名が誤っており他のシンポジュウム報告集に掲載されていたが、他の二編に関してはプレプリントの状態のままであった。同教授は意図的ではなく、チェックミスが原因としている。同教授がサブリーダーとして所属するプロジェクト『等式が生む数学の新概念』はこれまでの3年間で約1億5000万円が研究費として交付されていた。（朝日新聞（2005年5月21日;2005年9月12日）、名古屋大学多元数理科学研究科「等式が生む数学の新概念」の拠点形成報告書）